# Blodtopp
Blodtopp (Sanguisorba officinalis) är en ganska sällsynt växt i Skandinavien, i Sverige ursprungligt vild endast på Gotland, där den finns på ängar på öns östra del, i Norge däremot mera utbredd, nämligen på flera ställen vid kusten runt landets sydligaste del upp till Hardangerfjorden. 
Blodtopp är nära släkt med småborren som den även liknar till storlek och byggnad, även om bladen är kala och blågröna och blommorna blodröda i kort, rundat ax. Till blomman är denna art avvikande genom att hyllet är en färgad, 4-bladig kalk (vars blad till ställningen motsvarar blomfodret hos de närstående släktena), ståndarna är endast 4 till antalet, och pistillens märke är 2-delat, långhårigt och pensellikt. Skenfrukten är torr och hård och har inte någon spridningsmekanism, såvida man inte räknar de 4 smala hinnkanterna i dess hörn, som i viss mån bidrar till att skenfrukten kan föras iväg av vinden.

## Medicinsk användning
Blodtopp var förr i tiden en medicinalväxt ("officinalis") och kallades även "pimpinell", "pimpernell" eller "bibernell", på apotekslatin "Pimpinella italica".
Inom folkmedicinen används blodtopp invärtes vid diarré och utvärtes vid brännsår (färsk, skalad rot). Även färsk saft av blommande växt kommer till användning. Aktiva ämnen är garvämnen, saponiner och flavonoider. 